# Edmund Burke
Edmund Burke, irski državnik, pisatelj, govornik, politični teoretik, ter filozof * 12. januar 1729, Dublin, Irska, † 9. julij 1797 Velika Britanija.
Najbolj znan je po svoji podpori vzrokov za ameriško revolucijo in dekriminalizaciji katolištva v Združenem kraljestvu Velike Britanije in Irske, odpoklicu guvernerja Warrena Hastinga iz Vzhodnoindijske družbe, ter njegovih kasnejših kritik francoske revolucije, zaradi slednjih je postal ena od vodilnih osebnosti znotraj svoje politične stranke, Vigov (Whig Party).
V devetnajstem stoletju je bil hvaljen tako s strani liberalcev kot konservativcev, v dvajsetem pa je postal priznan kot filozofski utemeljitelj modernega konservatizma.
Po izvolitvi na listi stranke Vigovce v svojem okraju je služil kot član spodnjega doma Parlamenta (House of Commons).

## Življenje in delo
Burke se je rodil v Dublinu, na Irskem, ki je bil v tistem času del Britanskega imperija, očetu Richardu (umrl leta 1761) in materi Mary Nagle (1702 – 1770). Sprva je bil učen doma, nato pa je postal gojenec na šoli v Ballitoru v Kindneyu. Po končani šoli je najprej obiskoval univerzo Trintiy College v Dublinu, nato pa se je na očetovo vztrajanje vpisal na študij prava. Med študijem pa ga je bolj kot študiranje prava začela zanimati širša perspektiva. Svojo kariero je začel kot pisatelj in javni govornik. Poročil se je leta 1756 in dobil prvega sina leta 1758.
Že zgodaj je ugotovil, da več denarja kot filozofija prinašajo pripovedne zgodbe in praktične zadeve. Med njegova najzgodnejša dela spadata razprava o estetiki Filozofsko preiskovanje izvora naših idej o sublimnem in lepem (A Philosophical Enquiry into the Origin of our Ideas of the Sublime and Beautiful, 1757), in Upravičenje naravnega stanja (A Vindication of Natural Society, 1756), satira, v kateri si je privoščil deizem. Bil je soavtor An Account of the European Settlements (1757) in začel s pisanjem skrajšane verzije angleške zgodovine, An Abridgement of English History (c.1757–62). Od leta 1758 do vsaj 1765 je bil začetnik in glavni urednik izdajanja novega seznama Annual Register. Leta 1765 je postal tajnik vplivnega vigovskega politika markiza Rockinghama in bil istega leta izvoljen v spodnji dom Parlamenta (House of Commons). Tam je deloval skoraj celotnih devetindvajset let, dokler se ni upokojil poleti leta 1794. V času svojega delovanja je bil velikokrat uspešen v pregovarjanjih ter predstavil veliko odličnih govorov. Sam je tudi objavil nekaj le-teh, med njimi so najbolj znani On American Taxation (1774), Conciliation with America (1775), in Fox's East India Bill' (1783). Čeprav naj bi imeli te govori predvsem praktičen vpliv na britansko politiko, so prav tako utelešali Burkove misli v trajnejši obliki. Med ne-govorniška dela spadata med drugim Razmišljanja o vzrokih za sedanja nezadovoljstva (Thoughts on the Cause of the Present Discontents, 1770) ter Razmišljanje o revoluciji v Franciji (Reflections on the Revolution in France, 1790).
Burkova aktivnost kot član parlamenta in politični pisatelj je vzbudila veliko skrbi, največ pri problemih britanskega vladanja v prekomorskih kolonijah, v Severni Ameriki, Indiji in na Irskem. Njegovo ime pa so kasnejše generacije najmočneje povezale s kritiziranjem francoske revolucije. Burke je bil veliko bolj znan kot kritik kot pa politik izvršilne oblasti, saj je zasedal pisarno le dvakrat, v letih 1782 in 1783. Njegovo politično življenje je bilo prekinjeno maja 1791, s strani nekaterih njegovih strankarskih kolegov zaradi pomembnosti revolucije. S spremembami uvedenimi v letih 1792 in 1793 je postal predvsem neodvisen komentator domače politike in mednarodnih afer v delih An Appeal from the New to the Old Whigs (1791), Letters on a Regicide Peace (1795–7), in A Letter to a Noble Lord (1796). Burke se je v zadnjih letih svojega življenja, še posebej od leta 1792 posvetil predvsem svoji rodni Irski. Ni mu uspelo, da bi našel svoje idejne naslednike, čeprav si je veliko dopisoval. Tudi v smislu političnega programa je zastopal tako načela liberalizma kot konservatizma. Njegova politična stališča o katolištvu v britanski družbi in kritike kolonializma so predstavljale glavne ovira, da bi ga tako vigovci kot torijci sprejeli za svojega. Je pa zato njegov vpliv močno porasel v 19. stoletju med konservativno politično strujo.

### Filozofsko preiskovanje izvora naših idej o sublimnem in lepem (1757)
V tem zgodnjem delu je Burke žele preiskati kako so naša občutja, domišljija ter sodbe povezane z našim doživljanjem umetnosti. Razložiti je želel, kako sta občutka užitka in bolečine povezana z doživljanjem lepega in sublimnega.
Burke pravi, da je za razumevanje naših idej o sublimnem in lepem potrebno preučiti naše izkušnje bolečine in užitka. Bolečina ni le odstranitev užitka in užitek ni samo odstranitev bolečine. Bolečina se lahko z odstranitvijo užitek povzroča, ampak bolečina se lahko pojavi tudi sama po sebi. Enako načelo velja tudi za užitek. Tretje načelo povezano s prvima dvema je brezbrižnost. Vse tri so preproste ideje in so ena od druge neodvisne. Sublimno je to kar povzroča tako užitek kot bolečino, vendar v pozitivnem smislu in je za človeka nujno, saj ga navdaja s strahospoštovanjem. Burke opisuje sublimno kot vzrok najmočnejših čustev. Sublimno lahko zato povzroči bolečino, strah ali grozo. Če v manjšem obsegu lahko povzroči občudovanja ali spoštovanje. V najvišji stopnji lahko povzroči popolno osuplost. Burke opredeli lepoto kot katerokoli lastnost, ki navdahne občutek naklonjenosti. Lepo ima pozitivno družbeno kvaliteto, ki osebo navdaja z ljubeznijo. 
Bukova razmišljanja o lepem in sublimnem so močno vplivala na mnoge estetske teorije, med drugim tudi na Kantovo.

### Upravičenje naravnega stanja (1756)
To anonimno delo iz leta 1756 je satira Bolingbrokeovega deizma, vendar vključuje tudi nekaj Burkovih lastnih idej. Ob prvem izidu mnogo bralcev sploh ni dojelo da gre za satiro, tako da je bil Burke prisiljen na to opozoriti v predgovoru k drugi izdaji. V tem besedilu je Burke Bolingbrokove argumente za deizem razširil na vse družbene ustanove in tako ustvaril po mnenju nekaterih eno prvih res anarhističnih del. V besedilu se prvič pokaže Burkov odpor, celo sovraštvo do deizma in ateizma, saj meni, da spodkopavata družbeni red in človeško naravo.

### Razmišljanje o revoluciji v Franciji (1790)
Bukovo najbolj znano delo je Razmišljanje o revoluciji v Franciji izšlo novembra 1790. V tem delu je močno obsodil francosko revolucijo, kar je presenetilo mnoge njegovih sodobnikov, saj se je velik del njegovih strankarskih kolegov z idejami revolucije strinjal, poleg tega je bil Burk znan po svoji podpori ameriškim kolonijam in človekovim pravicam. Veliko ljudi ga je obtožilo licemerstva, vendar je Burke svoja prepričanja branil z vso vztrajnostjo. Prepričan je bil, da bo imela revolucija za francoski narod negativne posledice, predvsem ga je motil razsvetljenski deizem. Menil je, da revolucionarji niso dovolj upoštevali razmer v državi in da bo družba, ki so jo poskušali zgraditi, propadla. Razmišljanja so pozneje postalo eno temeljnih del evropskega konservativizma.

## Dela
- A Vindication of Natural Society (1756)
- A Philosophical Enquiry into the Origin of Our Ideas of the Sublime and Beautiful (1756)
- An Account of the European Settlement in America (1757)
- The Abridgement of the History of England (1757)
- Annual Register, urejal 30 let, njegov avtorski prispevek pa je nedoločen (1758)
- Tracts on the Popery Laws (Early 1760s)
- On the Present State of the Nation (1769)
- Thoughts on the Cause of the Present Discontents (1770)
- On American Taxation (1774)
- Conciliation with the Colonies (1775)
- A Letter to the Sheriffs of Bristol (1777)
- Reform of the Representation in the House of Commons (1782)
- Reflections on the Revolution in France (1790)
- Letter to a Member of the National Assembly (1791)
- Appeal from the New to the Old Whigs (1791)
- Thoughts on French Affairs (1791)
- Remarks on the Policy of the Allies (1793)
- Letters on a Regicide Peace (1795–97)
- Letter to a Noble Lord (1796)

## Prevedeno v slovenščino
Razmišljanja o revoluciji v Franciji in o ravnanju nekaterih londonskih družb v zvezi s tem dogodkom / Edmund Burke ; Tomaž Erzar in Marjan Šimenc. - 1. izd. - Ljubljana : Univerzitetna konferenca ZSMS, Knjižnica revolucionarne teorije, 1989 (Ljubljana : Mišmaš). - (Knjižna zbirka Krt ; 68)